# Афанасьева, Ирина Гусейновна
Ирина Гусейновна Афанасьева (род. 12 сентября 1968, Кировабад) — российский театральный продюсер, либреттист, режиссёр. Руководитель театра ЛДМ «Новая сцена».

## Биография
Родилась 12 сентября 1968 года в городе Кировабад. В 1991 году окончила Пятигорский государственный университет иностранных языков по специальности переводчик иностранных языков (французский). Затем училась в Санкт-Петербургском государственном университете на факультете юриспруденции.
В 2014—2015 годах получила сценарное образование в американской школе Дэвида Ховарда.
В 2015—2016 годах получила образование в области музыкального продюсирования фильмов и театров под руководством американского музыкального продюсера Джоэла Сила. Совместно с ним было записано три саундтрека к фильму «Пари Дьявола».
В 2018 году окончила курсы сценарного и актёрского мастерства Иваны Чаббак.
В 2019 году окончила курсы режиссуры музыкального театра под руководством режиссёра театра «За Чёрной речкой» Ивана Яновича Стависского и композитора Антона Валерьевича Танонова.

## Карьера
С 1998 по 2012 год работала генеральным директором российско-американской компании Hollywood nights.
В сентябре 2013 года создала продюсерский центр «Makers Lab». В 2014 году ей был поставлен первый мюзикл «Мастер и Маргарита» в театре Мюзик-холл. В дальнейшем она ежегодно участвовала в постановках мюзиклов: «Демон Онегина» (2015), «Чудо-Юдо» (2016), «Оскар и Розовая Дама. Письма к Богу» (2017), «Лолита» (2018), «Семь новелл» (2019), «Алмазная колесница» (2020), «Загадочная история Бенджамина Баттона» (2021).
В феврале 2017 года по инициативе Афанасьевой началась реконструкция Ленинградского дворца молодёжи, где в октябре был открыт новый театр под названием «Театр ЛДМ. Новая сцена», который она возглавила.

## Театральные работы
- 2014 — «Мастер и Маргарита» — продюсер, режиссёр, либретто
- 2015 — «Демон Онегина» — продюсер, режиссёр, либретто
- 2016 — «Чудо-Юдо» — продюсер, режиссёр, либретто
- 2017 — «Оскар и Розовая Дама. Письма к Богу» — продюсер, режиссёр, либретто
- 2018 — «Лолита 1917» — продюсер, режиссёр, либретто
- 2019 — «Семь новелл» — продюсер, режиссёр, либретто
- 2020 — «Алмазная колесница» — продюсер, режиссёр, либретто
- 2021 — «Загадочная история Бенджамина Баттона» — продюсер, режиссёр, либретто
- 2021 — «Лолита» — продюсер, режиссёр, либретто

## Скандалы
В 2001 году Ирина Афанасьева, руководящая на тот момент риэлтерской фирмы «Домино», была приговорена к 5 годам колонии. Афанасьева продала своему знакомому, Роману Цепову, гендиректору охранного предприятия «Балтик-эскорт», чья компания охраняла звезд и политиков, по поддельным документам не принадлежавшую её фирме квартиру. А, ещё одну, также не принадлежавшую ей квартиру, предоставила в качестве залога для получения кредита в Торгово-промышленном банке.
В 2016 году принадлежащая ей продюсерская компания «Makers Lab» оказался в центре скандала после того, как было объявлено о предстоящем посещении мюзикла «Мастер и Маргарита» Кевином Спейси. С ним, по словам Ирины Афанасьевой, «давно велись переговоры». Однако позже выяснилось, что эта информация не соответствовала действительности и была лишь пиар-акцией.
В 2019 году вокруг «Мастера и Маргариты» вновь произошёл аналогичный скандал: было объявлено, что партию Воланда исполнит Джим Керри. Ирина Афанасьева сообщила журналистам, что с актёром уже подписывается договор. А позже было даже сказано, что Керри уже посетил спектакль как гость. Затем, впрочем, выяснилось, что групповой снимок с участием актёра оказался поддельным.